# Elly Rexon
Elly Rexon, pseudoniem van Elly de Roo, (Den Haag, 25 maart 1911 - Amsterdam, 17 maart 1980) was een Nederlandse zangeres binnen het genre lichte muziek.
Aaltje Johanna Susanna Wilhelmina de Roo was dochter van Albertus Christoffel de Roo en Johanna Francina Stil. Ze was tussen 1931 en 1935 getrouwd met Karel Antonius Veenendaal, vervolgens tussen 1945 en 1953 met impresario en zanger Charles Aerts. en weer later met Cornelis Blumink.
Elly de Roo sprokkelde geld voor haar zangopleiding bij elkaar door te werken als huishoudster, winkeljuffrouw en oppas. Destijds gingen alle zangopleidingen er vanuit dat je concertzangeres zou worden; ook zanglerares Van de Maden dacht in die richting. Het eerste liedje dat ze naar eigen zeggen zong was echter Hallo Bandoeng van Willy Derby. Daarna zong ze bij het poppenkast en schimmenspeltheater van Henri Nolles. In die jaren dertig trad ze op onder haar eigen naam Elly de Roo, ze was komiek, cabaretière en zangeres en toen al regelmatig op de radio te horen.
De Nederlandse pers maakt gewag van de naam Elly Rexon in de late jaren dertig, bijvoorbeeld in 1939 wanneer zij optreedt met het damesorkest Rosian van Eddy Walis, waarin ook trompettistes Juultje Cambré en Clara de Vries Vrolijke Ruiters speelden. Het was een promotieconcert voor de VARA in het Gebouw voor Kunsten en Wetenschappen in Den Haag.  Rond die tijd zong ze met amusementsorkesten in België, Frankrijk en Zwitserland. Ze trad voor de radio op met Jan Corduwener en Benedict Silbermann.
Ondanks de beperkingen tijdens de Tweede Wereldoorlog wist zij op te treden, soms met het orkest van Juultje Cambré, dan weer met een lachrevue met en van Willy Alberti (Hoera, met de plezierboot). In de jaren na de oorlog trad ze op met het kleinkunst/cabaretensemble van Charles Aerts in een periode dat ze veelvuldig op de radio te horen was. Samen met haar man nam ze deel aan de VARA-zomerrevues. Begin jaren zestig doofde haar loopbaan. Daarna verdween ze geheel uit beeld.
Ze werd gecremeerd op Westgaarde.
- MusicBrainz: e63cfa56-752f-4ae0-a4cb-fc34377ec5f5